# Hertford and District Football League
Hertford and District Football League là một giải bóng đá Anh thành lập năm 1910. Giải đấu có tổng cộng 4 hạng đấu, cao nhất là Hertford and District League Premier Division, nằm ở Cấp độ 13 trong Hệ thống các giải bóng đá ở Anh và góp đội cho Hertfordshire Senior County League.

## Các đội vô địch từng hạng đấu gần đây
| Mùa giải | Premier Division  | Division One             | Division Two             | Division Three             |
| -------- | ----------------- | ------------------------ | ------------------------ | -------------------------- |
| 2002–03  | Hertford Heath    | Wodson Park              | Elizabeth Allen Old Boys | Ware Lions                 |
| 2003–04  | Hertford Heath    | Elizabeth Allen Old Boys | Westmill Dự bị           | Wodson Park "A"            |
| 2004–05  | Hertford Heath    | Elizabeth Allen Old Boys | Westmill Dự bị           | Wodson Park "A"            |
| 2005–06  | Bengeo Trinity    | Waltham Abbey "A"        | Ware Lions               | Baldock Cannon             |
| 2006–07  | Harlow Link       | Ware Lions               | Baldock Cannon           | Royston Town "A"           |
| 2007–08  | Bengeo Trinity    | Baldock Cannon           | County Hall Rangers      | Heath Juniors              |
| 2008–09  | Westmill          | Broxbourne Badgers       | Oracle Components        |                            |
| 2009–10  | Bengeo Trinity    | Saracens                 | White Lion               | Ware Lions Re-United       |
| 2010–11  | Greenbury United  | Waltham Abbey 'B'        | Nazeing                  | Mangrove Dự bị             |
| 2011–12  | Bengeo Trinity    | Waltham Abbey 'B'        | Mangrove                 | Watton-at-Stone            |
| 2012–13  | Greenbury United  | Ware Lions Re-United     | Allenburys               | Cottered Dự bị             |
| 2013–14  | Bengeo Trinity    | FC Cornerstone           | Ware Lions Old Boys      | Buntingford Cougars        |
| 2014–15  | Oracle Components | Lions                    | Nazeing                  | Old Hertfordshire Athletic |

## Các câu lạc bộ mùa giải 2015–16

### Premier Division
- Allenbury's Sports
- Atletico Corinthians
- Broxbourne Badgers
- Bury Rangers
- Inter Hoddesdon
- Lions
- Oracle Components
- Silk
- Westmill

### Division One
- Buntingford Wanderers
- Bury Rangers Dự bị
- Cottered
- Elizabeth Allen Old Boys
- Much Hadham
- Nazeing
- Sumners
- Waltham Abbey 'A'
- Ware Lions
- Watton-at-Stone

### Division Two
- Buntingford Cougars
- Buntingford Wanderers Dự bị
- Elizabeth Allen Old Boys Dự bị
- King William
- Mangrove
- Old Hertfordshire Athletic
- Rebwood Green
- St. Ippolyts
- Thundridge United
- Ware Warriors
- Westmill Dự bị

### Division Three
- 55
- AB Rangers
- Barmond United
- Bury Rangers 'A'
- Elizabeth Allen Old Boys 'A'
- Greenbury United
- Mangrove Dự bị
- Mill Lane
- Park Lane Rangers
- Thundridge United Dự bị
- Turnford Tigers
- Wheathampstead Wanderers